# Лятецкий, Иван Тихонович
Иван Тихонович Лятецкий (10 марта 1899 — 26 августа 1981) — генерал-майор танковых войск ВС СССР.

## Биография
Родился в 1899 году в деревне Задорье Борисовского уезда Минской губернии (ныне Логойский район, Минская область). Белорус. Окончил 3-классную церковно-приходскую школу (1911). Член РСДРП(б) с 1917 года.
В РККА с февраля 1918 года, участник Гражданской войны в России (по январь 1920). С февраля 1918 — красноармеец 1-го Новогрудского отряда. С марта 1919 — красноармеец 3-го московского кавалерийского полка. С декабря 1919 — курсант 2-х советских Петроградских курсов (окончил в 1920). С сентября 1920 — командир взвода 21-го кавалерийского полка. С марта 1921 — командир взвода отдельного кавалерийского эскадрона 21-й стрелковой дивизии. С июля 1921 — командир взвода 21-го кавалерийского полка. С февраля 1921 — временно исполняющий должность командира эскадрона 21-го кавалерийского полка. С июня 1922 — командир взвода отдельного кавалерийского эскадрона 21-й стрелковой дивизии. С февраля 1923 — командир взвода дивизионной школы младшего комсостава 21-й стрелковой дивизии. С сентября 1923 — командир отдельного кавалерийского эскадрона 21-й стрелковой дивизии.
С сентября 1924 по сентябрь 1925 — слушатель кавалерийских курсов усовершенствования комсостава. С сентября 1925 — командир-комиссар отдельного кавалерийского эскадрона 21-й Пермской стрелковой дивизии.
С октября 1928 — слушатель подготовительных курсов при Военно-политической академии для подготовки в Академию им. Фрунзе. С июня 1929 по май 1932 — слушатель Военной академии имени М. В. Фрунзе. С мая 1932 — слушатель Ленинградских бронетанковых курсов усовершенствования комсостава.
С июля 1932 состоял в распоряжении 6-го отдела штаба ОКДВА. С августа 1932 — начальник штаба 15-го механизированного полка 15-й кавалерийской дивизии. В феврале 1936 назначен командиром 15-го механизированного полка 15-й кавалерийской дивизии. 22 ноября 1939 назначен преподавателем тактики Ленинградских бронетанковых курсов усовершенствования комсостава. 31 января 1940 назначен преподавателем кафедры тактики Военной академии им. Фрунзе. 3 апреля 1941 назначен преподавателем кафедры тактики автобронетанковых войск Военной академии им. Фрунзе.
Участник Великой Отечественной войны. 5 февраля 1944 назначен начальником оперативного отдела 18-го танкового корпуса. С 20 апреля 1944 — начальник штаба 29-го танкового корпуса. В составе корпуса участник операции «Багратион» и боёв за освобождение Литвы
С 28 августа 1944 — начальник оперативного отдела 2-й гвардейской танковой армии. Участник Варшавско-Познанской наступательной операции в звании гвардии полковника и на посту начальника оперативного отдела штаба 2-й гвардейской танковой армии. Награждён орденом Ленина 6 апреля 1945 года «за неутомимую работу, добросовестное выполнение боевых заданий Командования», которые помогли разгромить Варшавскую группировку войск вермахта и обеспечить выход советских войск к Одеру.
11 июля 1945 года постановлением СНК № 1683 произведён в генерал-майоры танковых войск. С января 1946 — старший преподаватель Военной академии им. Фрунзе. С 5 апреля 1947 — начальник оперативного отдела штаба 2-й гвардейской механизированной армии. С 17 мая 1948 — помощник командующего 2-й гвардейской механизированной армии. С 16 января 1951 — начальник оперативно-тактического цикла факультета по подготовке офицеров иностранных армий Военной академии БТиМВ им. Сталина.
28 июля 1952 откомандирован в распоряжение главного управления кадров министерства обороны СССР. 25 августа 1952 направлен в Народное Войско Польское, где занимал пост начальника танковых и механизированных войск с оставлением в кадрах Советской армии. Заместитель командира 4-го военного округа во Вроцлаве (Силезского военного округа с 1954 года) до 19 мая 1954 года. Вернулся в СССР 14 июля 1954 года, снова в распоряжении ГУК МО СССР. 22 июля 1954 уволен в запас, жил в Москве
Скончался 1 сентября 1981 года.